# Maneschi
Maneschi is een historisch motorfietsmerk.
De Zwitser Augosto Maneschi construeerde in 1951 een bijzondere tweecilinder viertaktmotor. Bij deze motor werd het benzine-/luchtmengsel in het carter voorgecomprimeerd, zoals bij een tweetakt. Daarna ging het via een leiding naar de cilinderkop en door de normale inlaatkanalen langs de kleppen de cilinder in.
Er is niets meer van deze motor gehoord.